# Dall'alto in basso
Dall’alto in basso (Du haut en bas) è un film del 1933 diretto da Georg Wilhelm Pabst.

## Trama
Marie de Ferstel è una giovane professoressa di storia e geografia che, in attesa di una sistemazione più adeguata, ottiene un lavoro come collaboratrice domestica a Vienna grazie all’intermediazione del signor Berger, gestore di un’agenzia per il lavoro, e vecchio paziente del dottor de Ferstel, padre della ragazza. Poiché i datori di lavoro, i signori Binder, richiedono referenze, Berger fa passare Marie per una tale Marie Kruschina, che si era in passato rivolta all’agenzia, e della quale egli trova nei propri schedari adeguate lettere di presentazione.
Nello stesso palazzo dei Binder abita il noto calciatore Charles Boulla, idolo degli abitanti del condominio e corteggiato invano da un’altra residente del palazzo, Paula. Boulla è subito attratto da Marie, che inizialmente non è interessata a lui.
Fra gli altri inquilini del palazzo v’è l’avvocato Podeletz, senza lavoro ed impoverito al punto da essere rimasto indietro di parecchi mesi col pagamento dell’affitto. Egli viene aiutato dalla cuoca dei Binder, che gli passa pietanze da lei preparate.
La signora Binder si dimostra una datrice di lavoro prevaricante ed autoritaria, mentre suo marito tenta in ogni modo di abusare sessualmente di Marie.
Col tempo Marie si lega in amicizia a Boulla, che, nel tentativo di riuscirle gradito anche sotto altri aspetti, cerca, con l’aiuto della giovane professoressa, di elevare il proprio livello culturale e di bon ton. Intanto Podeletz viene sfrattato, ed ancora una volta la cuoca dei Binder accorre in suo aiuto, ottenendo per lui una sistemazione al paese natale di lei.
Finalmente Marie trova impiego come insegnante in un istituto scolastico di Salisburgo, e si appresta a far le valigie, ma nel palazzo irrompe la polizia, con l’ordine di espellere Marie dal paese. Sono infatti stati trovati negli archivi giudiziari, a carico di Marie Kruschina, un’imputazione per prostituzione illegale, nonché precedenti penali per furto.
Berger interviene e chiarisce lo scambio di identità che ha attuato, in modo che Marie, ora, può partire per il proprio nuovo luogo di lavoro, e prende congedo dal triste Boulla.
Boulla, a colloquio col proprio manager, esprime dubbi sulla propria partecipazione al prossimo torneo calcistico, ma, una volta appreso che la prima tappa sarebbe proprio Salisburgo, firma l’ingaggio.
Mentre gli abitanti del palazzo leggono sul giornale del fidanzamento di Marie e Boulla, ha luogo il matrimonio fra Podeletz e la cuoca.